# Cubanophiloscia briani
Cubanophiloscia briani is een pissebed uit de familie Philosciidae. De wetenschappelijke naam van de soort is voor het eerst geldig gepubliceerd in 1929 door Arcangeli.